# Donji Lapac
Donji Lapac (srbsky Доњи Лапац) je vesnice a správní středisko stejnojmenné opčiny v Chorvatsku v Licko-senjské župě. Nachází se blízko bosenských hranic, asi 35 km jihovýchodně od bosenského Bihaće, 46 km severovýchodně od Gračace a asi 72 km východně od Gospiće. V roce 2011 žilo v Donjim Lapaci 946 obyvatel, v celé opčině pak 2 113 obyvatel. Naprostou národnostní většinu tvoří Srbové.
Součástí opčiny je celkem 18 trvale obydlených vesnic. Největšími vesnicemi jsou Donji Lapac (946 obyvatel), Nebljusi (208 obyvatel) a Oraovac (175 obyvatel), ostatní vesnice jsou malé a většinou nedosahují ani sto obyvatel.
- Birovača – 77 obyvatel
- Boričevac – 17 obyvatel
- Brezovac Dobroselski – 12 obyvatel
- Bušević – 6 obyvatel
- Dnopolje – 112 obyvatel
- Dobroselo – 117 obyvatel
- Doljani – 133 obyvatel
- Donji Lapac – 946 obyvatel
- Donji Štrbci – 14 obyvatel
- Gajine – 116 obyvatel
- Gornji Lapac – 57 obyvatel
- Gornji Štrbci – 18 obyvatel
- Kestenovac – 39 obyvatel
- Kruge – 54 obyvatel
- Melinovac – 9 obyvatel
- Mišljenovac – 3 obyvatelé
- Nebljusi – 208 obyvatel
- Oraovac – 175 obyvatel

Donjim Lapacem procházejí státní silnice D218 a župní silnice Ž5167 a Ž5169. Nejvyšší horou v opčině je Tabla (1 613 m), u samotného Donjiho Lapace se nachází kopec Obljaj dosahující nadmořské výšky 666 m.